# Capsicum caatingae
Capsicum caatingae es una especie del género Capsicum de las solanáceas, originaria del noreste de Brasil donde se encuentra silvestre y es endémico. Fue descrito por vez primera por Gloria E. Barboza & María Agra en (Brasil, Catinga) 

## Características
Capsicum caatingae es un arbusto de 2,0 a 3,5 metros de altura. El tallo de la planta está escasamente ramificado, y es delgado. Las ramas más viejas son sin pelo, en las ramas jóvenes hay pelos suaves, hacia adelante pueden encontrarse tricomas, ocasionalmente se encuentran incluso diminutos tricomas glandulares. Las hojas son generalmente solitarias, raramente en pares. La hoja es de 2,0 a 2,5 veces más largo que ancho, alcanzando longitudes de 3,0 a 4,9 cm y una anchura de 1,3 a 2,0 centímetros. Su forma es de ovadas a elípticas, puede ser membranosa o similar al papel. El envés de la hoja es de color verde oscuro, mientras que la parte superior es de color verde brillante. Ambas partes son peludas con pelos suaves y pequeños, tricomas glandulares glabros a finos, tienen particularmente una fuerte pubescencia a lo largo de las venas de la hoja de la superficie inferior de la hoja. El margen de la hoja es entero, hacia la parte delantera de la lámina de la hoja está ligeramente apuntado, la base es desigual y con punta corta. Los pecíolos son de 0,7 a 2,0 centímetros de largo y peludos.
Las flores se presentan en grupos de cinco a 13 (raramente de 18). Los pedúnculos se suspenden en el apogeo, pero no en forma de coco doblado. Son de 0,7-2,1 (raramente de 2,8) centímetros de largo y son glabras o finamente peludas con tricomas dirigidos hacia adelante. Los brotes son elípticos, de color blanco o blanco verdoso.
El cáliz en forma de copa es de 1,2 a 1,7 milímetros de largo, no tiene dientes, pero tiene una hilera de una sola fila de tricomas verrugosos. La corola es en forma de estrella y lóbulos casi a la mitad del radio. Tiene 4,5 a 6,0 milímetros de largo. La corola es de color púrpura brillante, con una banda blanca estrecha. La base es de color blanco verdoso. El interior de la corona está abierto en la base de la corola con pequeños tricomas glandulares, con la cabeza unicelulares y la base de dos células. La corola es más larga que el tubo de la corola, de 2,9 a 3,5 mm de largo y de 1.7 a 2.4 milímetros de ancho. Son de forma triangular amplia, la punta es en forma de capuchón. Asentados en dos células, los tricomas son simples en la parte superior y los bordes enrollados.
Los estambres son de color blanco verdoso y de 1.1 a 1.75 milímetros de largo. Las anteras son de color crema amarillento, su longitud es de 1.4 a 2.1 mm. El tejido que conecta la base de los estambres con la corona es de aproximadamente 2; mm de largo. El ovario es de color verde pálido, casi esférico y mide de 1.1 a 1.4 centímetros de diámetro. El estilo también es de color verde pálido, extendiéndose hacia la punta y es de 4,6-4,8 mm de largo. Lleva un estigma ligeramente bilobulado de color amarillo verdoso. El período de floración se extiende de diciembre a junio, aunque se encontraron algunos ejemplares en septiembre en flor.
Los frutos maduran de febrero a junio. Son bayas esféricas que están aplanadas ligeramente en la parte superior y alrededor de 7 a 11 milímetros de diámetro. En un principio son de color verde, pero de color amarillo en la madurez. Los tallos del fruto también están colgando en la madurez. La copa está aplanada y el disco resistente a la fruta. Su margen es entero o puede desgarrarse fácilmente. El pericarpio tiene una picor en el sabor y no contienen células muertas. Los frutos tiene de 11 a 17 semillas y raramente pueden formar 9. Estas son de color amarillo y de 3.2 a 3.7 mm de ancho; y de 2.2 a 2.8 milímetros de largo. La pared de la semilla es gruesa y provista de excrecencias vertebrales. Las minas están en el borde de la semilla más profundo que en el centro y tienen curvas, paredes celulares gruesas.

## Hábitat
La especie crece endémica en los estados nororientales brasileños,  sobre todo en Bahia, Pernambuco y la parte norte de Minas Gerais en altitudes de 100 a 775 metros en el arbolado de Catinga. Crece allí entre arbustos de Jatropha mollissima, Varronia leucocehala, varias especies del género Croton, cactus y Bromeliaceae, algunos árboles, entre otros Spondias tuberosa y Ziziphus joazeiro y algunas especies de mimosa  (Mimosa sp.). La mayor parte se encuentran en el borde de los bosques de Caatinga y a lo largo de los caminos donde hay afloramientos de granito y gneis.

## Taxonomía
Capsicum caatingae fue descrita en 2011 por Gloria E. Barboza & María Agra mediante un espécimen, que se recogió en junio de 1980 y el trabajo fue publicado en « Systematic Botany 36(3): 769–771, figs. 1, 2. 2011. (Syst. Bot.) »
Citología
- El número cromosómico del género Capsicum es de 2n=24, pero hay algunas especies silvestres con 26 cromosomas entre ellas C. pereirae que tiene 13 parejas de cromosomas (otros capsicum tienen 12)[5][6]

Etimología
Capsicum: neologismo botánico moderno que deriva del vocablo latino capsŭla, ae, ‘caja’, ‘cápsula’, ‘arconcito’, diminutivo de capsa, -ae, del griego χάψα, con el mismo sentido, en alusión al fruto, que es un envoltorio casi vacío. En realidad, el fruto es una baya y no una cápsula en el sentido botánico del término.
caatingae: epíteto latino, puesto por la zona de la Catinga brasileña donde se descubrió el primer espécimen.
Sinonimia